# 布盧明頓鎮區 (愛荷華州第開特縣)
布盧明頓鎮區（英語：Bloomington Township）是位於美國愛荷華州第開特縣的一個行政鎮區。

## 地方資料
根據2010年美國人口普查的數據，布盧明頓鎮區的面積為92.42平方千米，當中陸地面積為92.22平方千米，而水域面積為0.20平方千米。當地共有人口195人，而人口密度為每平方千米2.11人。